# Кадастрові зйомки
Када́строві зйо́мки — комплекс робіт, спрямованих на вивчення необхідних топографічних елементів місцевості щодо пунктів геодезичної мережі (зокрема меж землеволодінь, землекористувачів з їх найменуваннями, кількісними та якісними показниками) і нанесення їх на планшет для створення планів та (карт), що служать основою для різних кадастрів.
Виконуються спеціалістами землемірами різними методами за допомогою спеціальних геодезичних приладів.
Кадастрова зйомка включає:
- геодезичне встановлення меж земельної ділянки;
- погодження меж земельної ділянки з суміжними власниками та землекористувачами;
- відновлення меж земельної ділянки на місцевості;
- встановлення меж частин земельної ділянки, які містять обтяження та обмеження щодо використання землі;
- виготовлення кадастрового плану.